# Garcinia obliqua
Garcinia obliqua är en tvåhjärtbladig växtart som beskrevs av Marc Simon Maria Sosef och Dauby. Garcinia obliqua ingår i släktet Garcinia och familjen Clusiaceae. Inga underarter finns listade i Catalogue of Life.